# Eupterotidae
Gli Eupterotidi (Eupterotidae Swinhoe, 1892) sono una famiglia di lepidotteri che annovera circa 300 specie, presenti in Africa, Asia tropicale, Oceania e America centro-meridionale.

## Descrizione

### Adulto
Sono falene di medie o grandi dimensioni, affini ai Saturnidi. Gli adulti sono spesso pelosi, con ali marroni o rosse, ma alcune specie tendono al giallo. Spesso sono presenti bande trasversali più scure e peli a coprire la parte basale delle ali. L'ala anteriore può avere un apice appuntito, e il margine esterno più o meno falciforme; il tornus è arrotondato (Carter, 1993). Le venature dell'ala anteriore hanno valore diagnostico: una venatura radiale è andata persa, così che R1 si distacca da Rs a livello della cellula discale, e quest'ultima presenta tre diramazioni; R1 ed Rs corrono strettamente parallele. La cellula discale è molto corta, occupando meno di un terzo della larghezza dell'ala.

L'ala posteriore è più arrotondata, con un apice piuttosto smussato (Bell & Scott, 1937).

Il frenulum ed il retinaculum sono vestigiali, talvolta assenti.

Il corpo è lungo e cilindrico. Il capo è relativamente piccolo e poco visibile dall'alto. Le antenne sono abbastanza brevi (circa ⅓ - ¼ della lunghezza dell'ala anteriore), bipettinate, e più sviluppate nei maschi; la spiritromba non è sviluppata e comunque non funzionante, a differenza di quanto avviene in altri Bombycoidea. Le zampe non sono molto sviluppate.

Nel genitale maschile, l'uncus è ampio e bipartito. Lo gnathus è talvolta presente. Le valve sono relativamente semplici, talvolta separate a livello apicale. L'edeago è semplice, globulare, talvolta rivestito di peli (Kuznetzov & Stekolnikov, 1985).

Il genitale femminile, al contrario, non mostra alcuna caratteristica strettamente legata alla famiglia; gli otto segmenti sono di norma stretti, di forma anulare, ed entrambe le coppie delle apofisi sono relativamente lunghe. La bursa è semplice, priva del signum, tranne nel genere Ganisa. Il dotto seminale diparte subito basalmente rispetto al ductus bursae (Kuznetzov & Stekolnikov, 1985).

Alcune specie possono ricordare membri della famiglia Papilionidae, ma se ne differenziano per il fatto che le antenne non sono clavate.

È presente un dimorfismo sessuale, con femmine più grandi dei maschi.

L'apertura alare va da 25 a oltre 100 mm.

### Uovo
Le uova sono trapezoidali, con base allargata, e presentano una superficie liscia, finemente punteggiata all'osservazione al microscopio. Vengono deposte in gruppi, sulla pagina inferiore delle foglie o sulla corteccia di un ramo, se la pianta ospite ha un habitus arboreo (Bell, & Scott, 1937).

### Larva
I bruchi sono tozzi, cilindrici, e ricoperti di una densa peluria di setole secondarie, che in alcune specie può essere urticante, e provocare intense irritazioni cutanee. Non presentano processi caudali come le Sphingidae, né le "selle" toraciche tipiche delle Lasiocampidae. In realtà non è ancora stata individuata una caratteristica distintiva dei bruchi per questa famiglia. I membri del genere Eupterote hanno comportamento gregario, almeno nelle fasi iniziali di sviluppo, laddove quelli di Ganisa tendono ad alimentarsi singolarmente (Carter, 1993). Questi bruchi hanno attività notturna (Bell, & Scott, 1937).

### Pupa
La pupazione avviene sul terreno, nella lettiera o entro fessurazioni. Il bozzolo è traslucido in Ganisa e Nisaga, denso e talvolta doppio in Eupterote. La parte anteriore della pupa appare semisferica, quella posteriore conica, terminante in un cremaster arrotondato, munito di quattro piccoli uncini in Ganisa, oppure un denso ciuffo di peli in Nisaga, o ancora un cremaster ellissoidale come in Eupterote (Bell & Scott, 1937).

## Distribuzione e habitat
Sono diffuse nelle regioni tropicali principalmente del vecchio mondo, soprattutto nelle regioni afrotropicale ed orientale, ma alcune specie anche nell'ecozona neotropicale.
L'habitat è costituito dalla foresta pluviale della fascia tropicale e subtropicale.

## Biologia
Gli adulti sono attivi durante la sera e la notte, mentre durante il giorno riposano sui tronchi o sul terreno ad ali aperte.

### Alimentazione
A seconda della specie, i bruchi parassitano le foglie di arbusti o alberi delle Myrtaceae, (ad es. Eucalyptus, Lophostemon, Angophora, Syncarpia), o Fabaceae (Bauhinia), ma talune specie attaccano anche essenze erbacee (Poaceae). Riveste una rilevanza economica il danno che i bruchi di Nisaga simplex arrecano alle piantagioni di riso in Asia tropicale (Bell & Scott, 1937; Carter, 1993).
Gli adulti non si alimentano, avendo solo scopo riproduttivo. Essi sopravvivono esclusivamente utilizzando le riserve accumulate durante lo stadio larvale.

## Tassonomia

### Sottofamiglie e generi
Devono ancora essere investigate a fondo le relazioni filogenetiche tra questa famiglia e le Anthelidae, così da poter definire la posizione di entrambe all'interno dei Bombycoidea. Il taxon viene suddiviso, dai diversi autori, in un numero variabile di sottofamiglie da due a cinque, e non si trova un accordo neppure sul numero delle tribù; si è pertanto preferito elencare di seguito i 92 generi, in attesa di ulteriori studi e approfondimenti:
- Acrojana Aurivillius, 1901
- Apha Walker, 1855
- Apona Walker, 1856
- Bantuana Distant, 1906
- Brachytera Felder, 1874
- Calapterote Holland, 1900
- Camerunia Aurivillius, 1893
- Catajana Strand, 1910
- Cotana Walker, 1865
- Cyrtojana Aurivillius, 1911
- Dreata Walker, 1855
- Drepanojana Aurivillius, 1893
- Drexta Kirby, 1892
- Enchera Moore, 1886
- Epijana Holland, 1893
- Epicydas Bethune-Baker, 1908
- Euchera Hübner, 1825
- Eucheria Neave, 1939
- Eupterote Hübner, 1820
- Euterote Swinhoe, 1893
- Ganisa Walker, 1855
- Gastridiota Turner, 1922
- Gonojana Aurivillius, 1893
- Hemijana Aurivillius, 1901
- Heringijana Bryk, 1944
- Heteromorpha Herrich-Schäffer, 1855
- Hibrildes Druce, 1888
- Hibrildis Janse, 1917
- Hibrildus Berger, 1958
- Homochroa Wallengren, 1858
- Hoplojana Aurivillius, 1901
- Horanpella Moore, 1883
- Hybrildes Grünberg, 1912
- Hypercydas Turner, 1903
- Jana Herrich-Schäffer, 1854
- Janomima Aurivillius, 1901
- Lasiomorpha Joicey & Talbot, 1916
- Lechenopteryx Druce, 1886
- Leptojana Butler, 1881
- Lewinibombyx Strand, 1929
- Lichenopteryx Felder, 1874
- Mallarctus Mell, 1930
- Mallodeta Turner, 1922
- Marmaroplegma Wallengren, 1860
- Melanergon Bethune-Baker, 1904
- Melanothrix Felder, 1874
- Messata Walker, 1855
- Murlida Moore, 1860
- Neopreptos Draudt, 1930
- Nervicompressa Bethune-Baker, 1904
- Nisaga Walker, 1855
- Pachyclea Gistel, 1857
- Pachyjana Butler, 1881
- Palirisa Moore, 1884
- Panacela Walker, 1865
- Pandala Walker, 1855
- Paracydas Bethune-Baker, 1908
- Parajana Aurivillius, 1906
- Paramarane Bethune-Baker, 1910
- Paraphyllalia Gaede, 1927
- Phasicnecus Butler, 1894
- Phiala Wallengren, 1860
- Phialla Wichgraf, 1908
- Phyllalia Walker, 1855
- Poloma Walker, 1855
- Preptos Schaus, 1892
- Preptothauma Draudt, 1931
- Pterocerota Hampson, 1905
- Pterocersta Pagenstecker, 1909
- Pseudoganisa Schultze, 1910
- Pseudojana Hampson, 1893
- Pugniphalera Yang, 1995
- Rarisquamosa Bethune-Baker, 1910
- Rhabdosia Hübner, 1820
- Sangatissa Moore, 1883
- Sarmalia Walker, 1866
- Sarvena Walker, 1865
- Schistissa Aurivillius, 1901
- Semuta Walker, 1865
- Sesquiluna Forbes, 1955
- Spalyria Moore, 1884
- Sphingognatha Felder, 1874
- Stenoglene Felder, 1874
- Stibolepis Butler, 1878
- Striphnopteryx Wallengren, 1858
- Tagora Walker, 1855
- Teratojana Hering, 1937
- Tissanga Aurivillius, 1903
- Trichophiala Aurivillius, 1879
- Urojana Gaede, 1915
- Viana Walker, 1869
- Vianga Fletcher, 1982

### Sinonimi
Non sono stati riportati sinonimi.

## Alcune specie

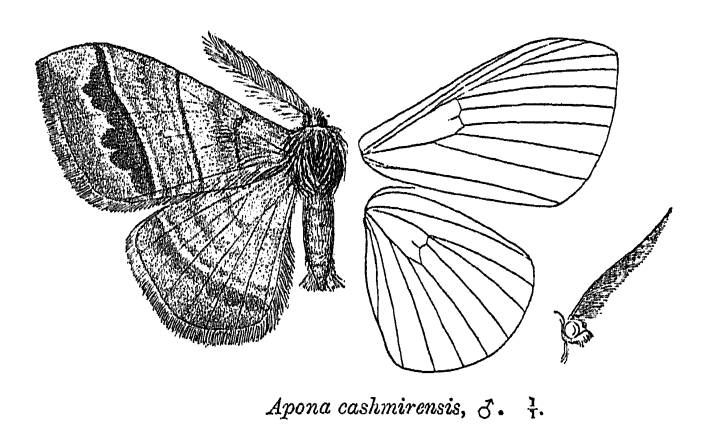
Apona cashmirensis (maschio, nervature e capo)
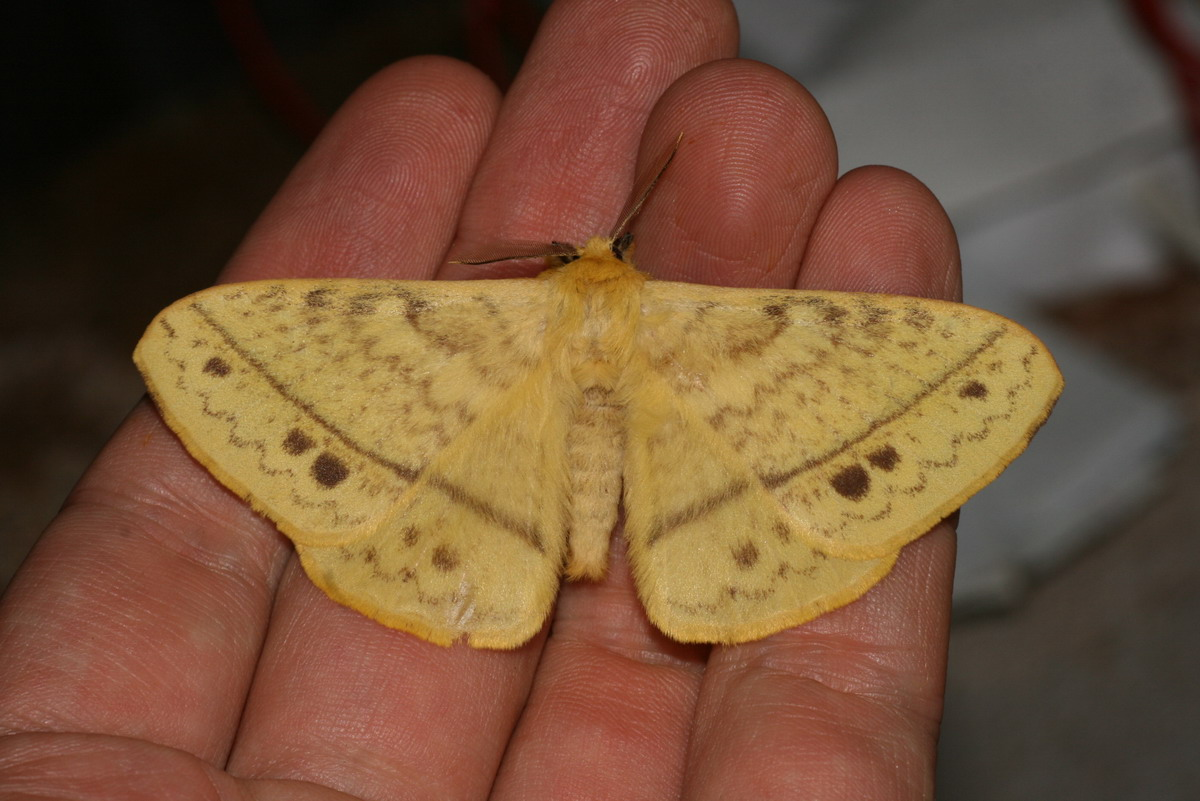
Eupterote sp. (recto)
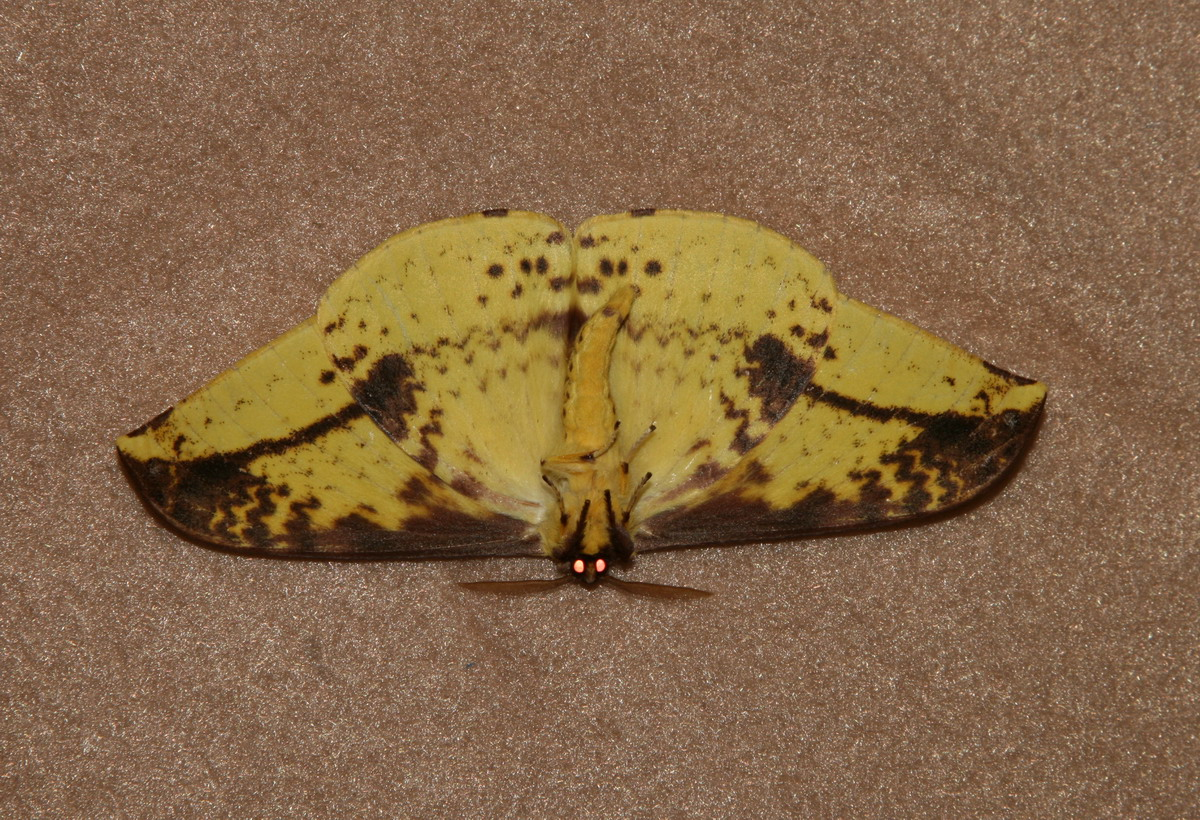
Eupterote sp. (verso)
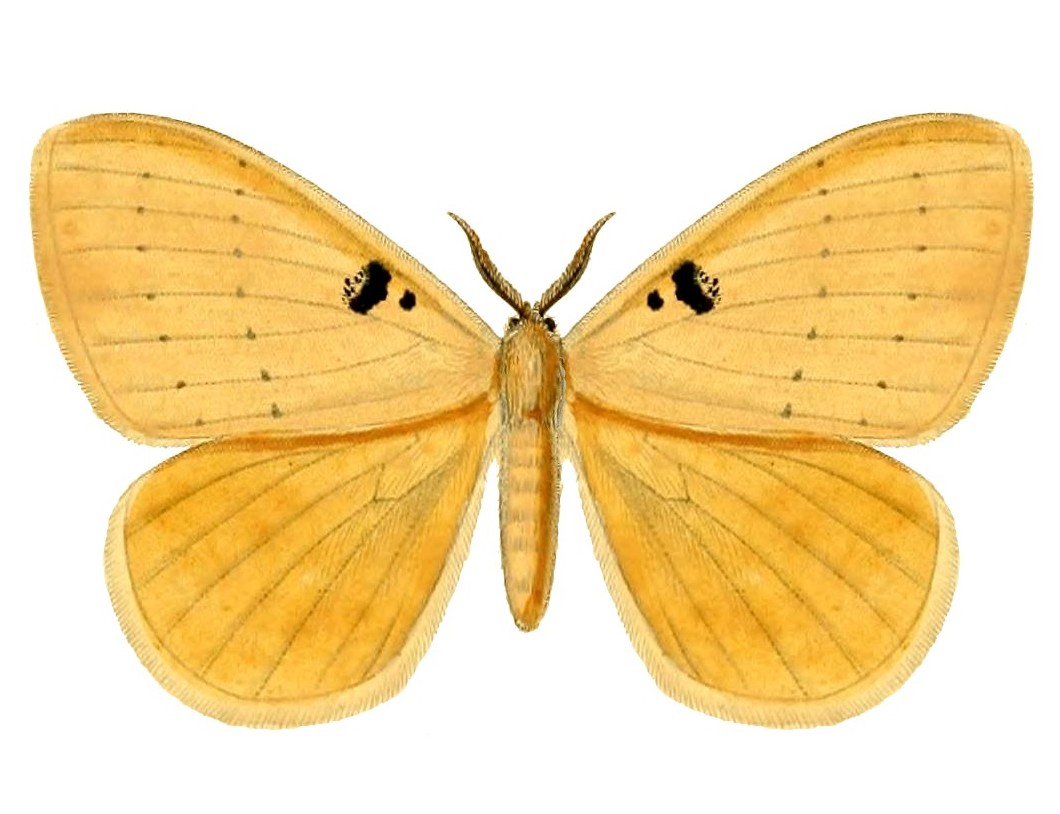
Hemijana bimaculata
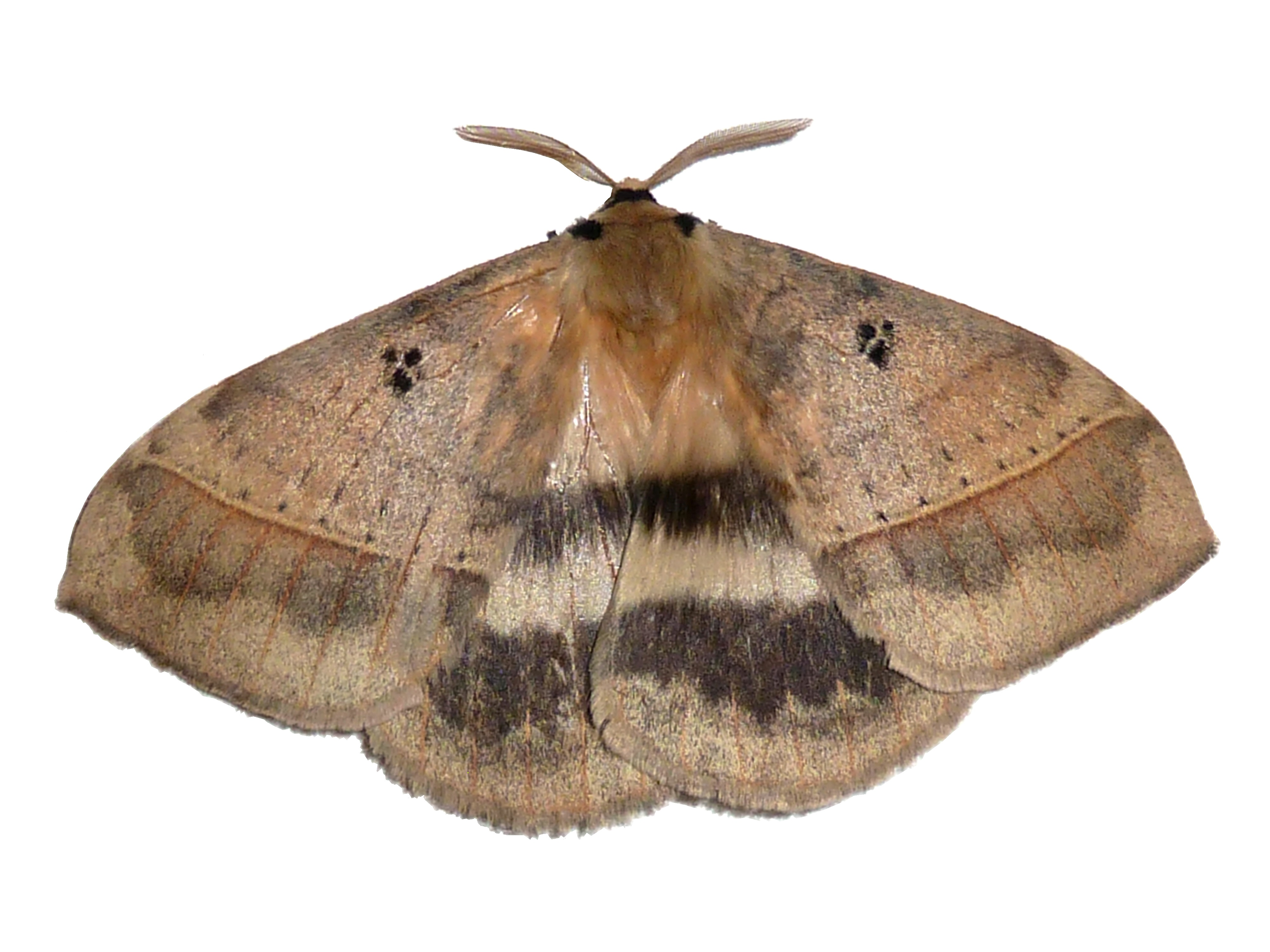
Jana eurymas
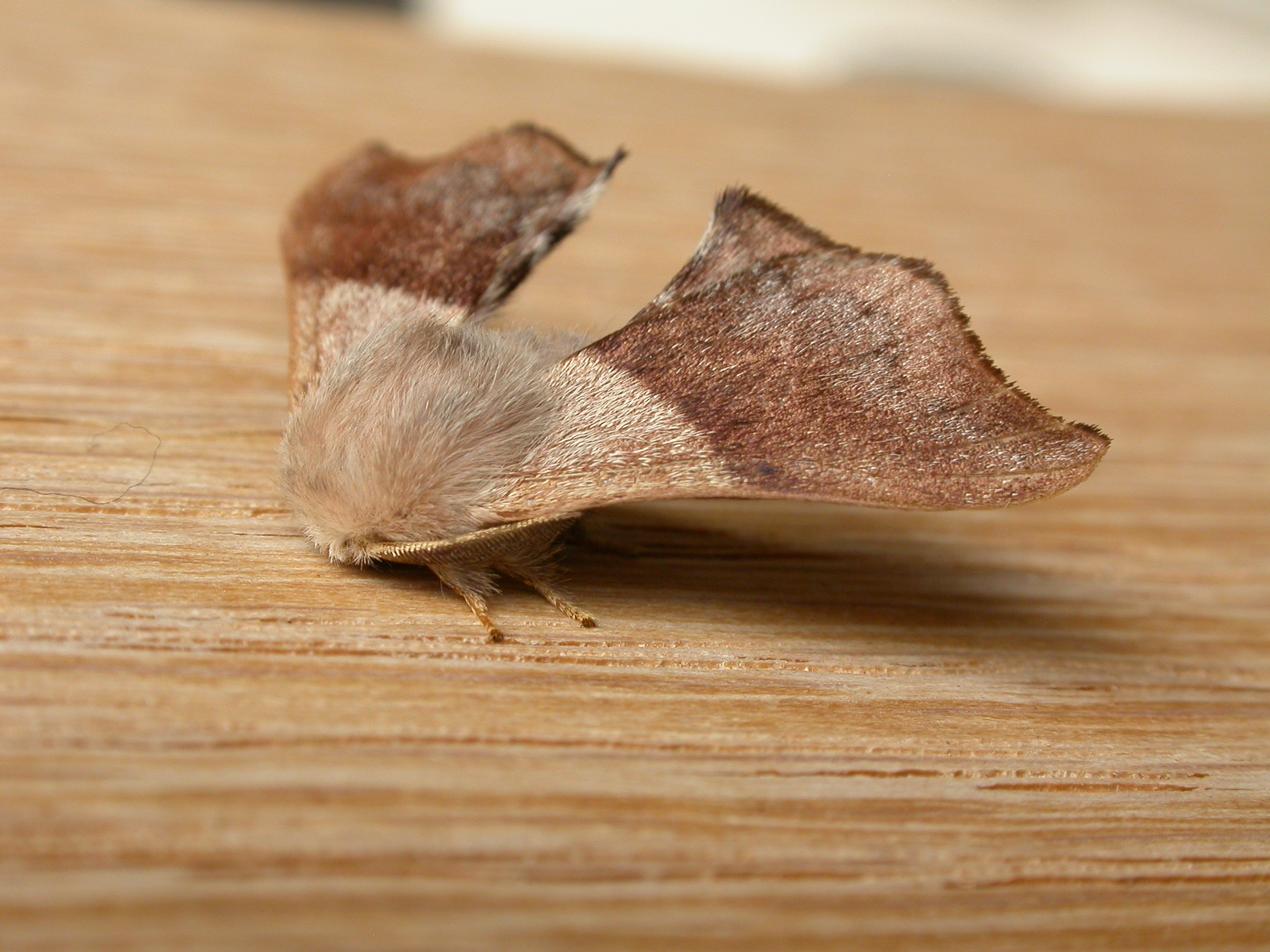
Panacela lewinae
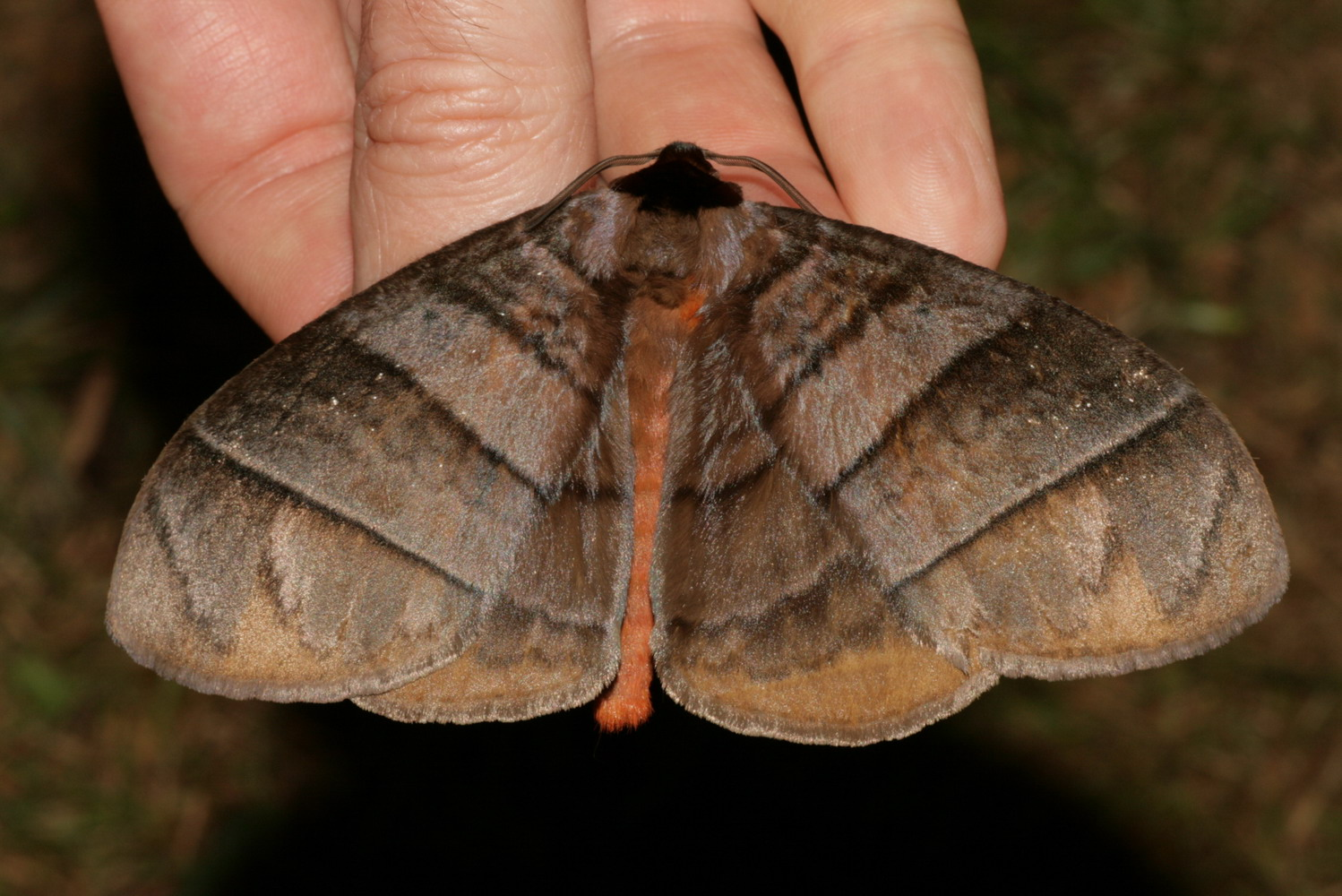
Pseudojana perspicuifascia
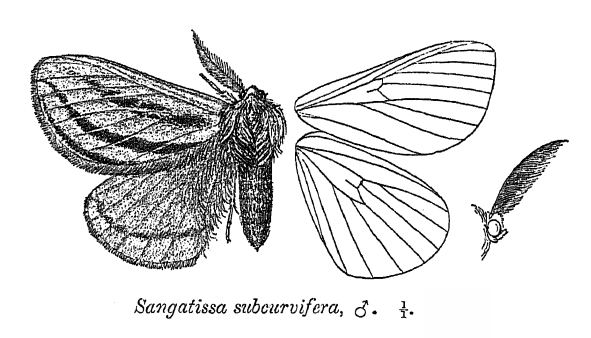
Sangatissa subcurvifera (maschio, nervature e capo)